# Fosse (Pirineos Orientales)
Fosse en francés y oficialmente, Fòssa en occitano, es una pequeña localidad y comuna francesa, situada en el departamento de Pirineos Orientales, región de Occitania e histórica de Fenolleda.
Sus habitantes reciben el gentilicio de Fossans en francés.

## Geografía

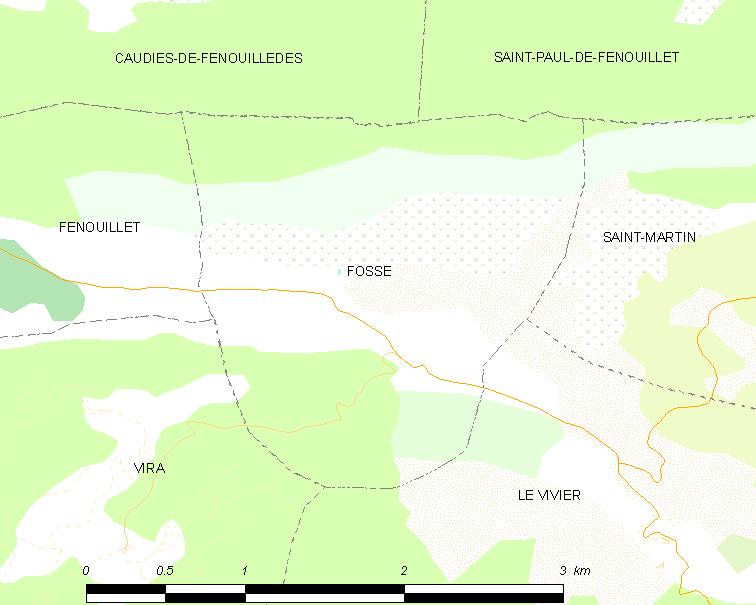
Situación de Fosse

## Gobierno y política

### Alcaldes
- 1803?-? : Jean-Pierre Pellissier[3]
- antes de 1815-? : Germain Pellissier[3]
- 1937?-? : A. Pélissier[3]
- 2001-2008 : Hervé Pagane
- 2008- : Michel Garrigue

## Demografía

Población 1962-2008

| 54 | 61 | 41 | 50 | 34 | 39 |
| Para los censos de 1962 a 1999 la población legal corresponde a la población sin duplicidades (Fuente: INSEE [Consultar]) |    |    |    |    |    |